# Gare de Longecourt
La gare de Longecourt est une gare ferroviaire française de la ligne de Dijon-Ville à Saint-Amour, située sur le territoire de la commune de Longecourt-en-Plaine dans le département de la Côte-d'Or en région Bourgogne-Franche-Comté. 
C'est une halte voyageurs de la Société nationale des chemins de fer français (SNCF), desservie par des trains TER Bourgogne-Franche-Comté.

## Situation ferroviaire
Établie à 198 mètres d'altitude, la gare de Longecourt est située au point kilométrique (PK) 331,596 de la ligne de Dijon-Ville à Saint-Amour, entre les gares de Saulon et d'Aiserey.  

## Histoire
La halte est rénovée au début des années 2000, dans le cadre régional d'une convention de modernisation des gares TER réalisée en partenariat par l'État, le Conseil Régional de Bourgogne et la SNCF. Les travaux ont notamment concerné la peinture, la rénovation du mobilier et l'amélioration de l'information présente dans la halte.

## Fréquentation
De 2015 à 2023, selon les estimations de la SNCF, la fréquentation annuelle de la gare s'élève aux nombres indiqués dans le tableau ci-dessous.
| Année     | 2015  | 2016  | 2017  | 2018  | 2019  | 2020  | 2021  | 2022  | 2023  |
| --------- | ----- | ----- | ----- | ----- | ----- | ----- | ----- | ----- | ----- |
| Voyageurs | 6 444 | 6 576 | 7 745 | 5 133 | 4 425 | 2 912 | 2 043 | 3 284 | 4 582 |

## Services des voyageurs

### Accueil
Halte SNCF, c'est un point d'arrêt non géré (PANG) à accès libre.

### Desserte
Longecourt est desservie par des trains du réseau TER Bourgogne-Franche-Comté de la relation Dijon-Ville - Bourg-en-Bresse (ou Seurre).

### Intermodalité
Un parc pour les vélos et un parking pour les véhicules y sont aménagés